# Eldborr
Eldborr var ett forntida verktyg hos de antika sumererna. Dess primära syfte bör huvudsakligen ha varit att göra upp eld, men det kom senare också att användas vid träarbeten av olika slag. Det består av ett handtag, en spindel (axel), ett bröst och en pinne eller båge med en sträng. 
För att få borren att fungera måste den positioneras så att den kan generera tillräckligt med friktion och hastighet, vilket görs genom att trycka borren vertikalt nedåt samtidigt som bågen förs horisontellt fram och tillbaka. Handtaget är smort och spindeln är täljd till cirka en tums tjocklek. Spindeln placeras på en skåra i eldbrädan och snurras till dess fördjupning är lika med spindelns tjocklek. Sedan karvas en grop i brädan som fylls med lättantändligt material. Efter hand som man snurrar på spindeln, genererar friktionsvärmen tillräcklig temperatur i eldmaterialet, för att glöd ska uppstå. 